# Bløde materialers fysik
Bløde materialer (også bløde stoffer; engelsk: soft matter) er den ene gren af de kondenserede stoffers fysik og inkluderer blandt andet geler, kolloider og væv. Bløde materialer er kendetegnet ved, at de er stærkt påvirket af temperaturændringer omkring stuetemperatur, mens kvantemekaniske aspekter ofte kan ignoreres. Området overlapper med termodynamik og statistisk fysik, og bløde materialer er udbredte i biologien og derfor biofysikken.
Pierre-Gilles de Gennes er blevet kaldt for en af grundlæggerne af de bløde materialers fysik, og i 1991 vandt han Nobelprisen i fysik for sit arbejde med at anvende ordensparametre til at beskrive fænomener inden for bløde materialer; herunder polymerer og flydende krystaller.
Studier i bløde materialer udgives bl.a. i det videnskabelige tidsskrift Soft Matter.
Det modsatte af bløde materialer er hårde materialer.

## Forskningsområder
Nedenstående er blot eksempler på emner inden for bløde stoffer.
- Polymerfysik
- Biomembranfysik
- Flydende krystaller
- Geler
- Kolloider